# 鮑德溫鎮區 (北卡羅萊納州查塔姆縣)
鮑德溫鎮區（英語：Baldwin Township）是位於美國北卡羅萊納州查塔姆縣的一個鎮區。

## 地方資料
鮑德溫鎮區的面積為116.54平方千米，皆為陸地。根據2020年美國人口普查的數據，當地共有人口13633人，而人口密度為每平方千米116.98人。